# رنگینک سرطلایی
رنگینک سرطلایی (نام علمی: Pipra erythrocephala) نام یک گونه از سرده رنگینک است.

## نگارخانه

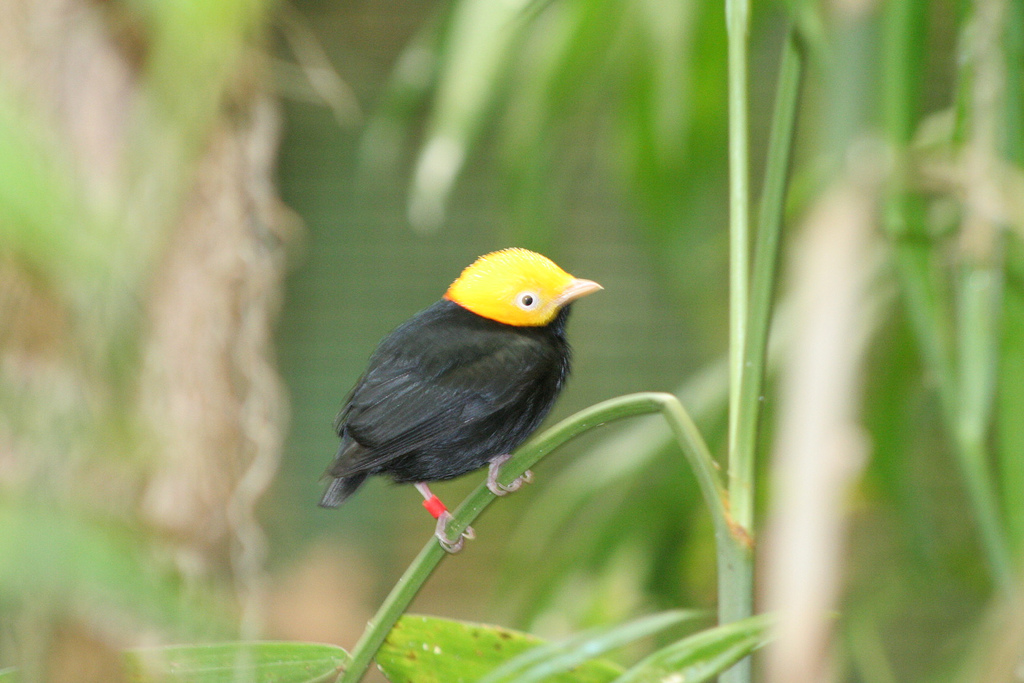